# Platforma Usług Elektronicznych Skarbowo-Celnych
Platforma Usług Elektronicznych Skarbowo-Celnych (PUESC) – portal usługowy Krajowej Administracji Skarbowej oraz Ministerstwa Finansów udostępniający elektroniczne usługi publiczne w obszarze obsługi i kontroli obrotu towarowego z państwami trzecimi i obrotu wyrobami akcyzowymi. Platforma powstała i jest modernizowana w ramach programu PUESC, uruchomionego decyzją Ministra Rozwoju i Finansów 21 sierpnia 2017 roku.
W ramach platformy PUESC możliwe jest m.in.:
- wykonywanie obowiązków celnych oraz podatkowych
- rejestracja i aktualizacja zgłoszenia przewozu towarów
- obsługa wniosków i zabezpieczeń

PUESC umożliwia także dostęp do e-usług Unii Europejskiej.

## Aplikacje mobilne
Z wybranych usług skarbowo-celnych oferowanych przez PUESC można skorzystać poprzez dedykowane aplikacje mobilne:
- Aplikacja BordAiR – informująca o ograniczeniach przewozowych i usługach skarbowo-celnych na lotnisku Chopina w Warszawie
- Aplikacja Mobilna Granica – dostarczająca informacje o czasie oczekiwania na przekroczenie północno-wschodniej i wschodniej granicy RP w ruchu towarowym i osobowym
- Aplikacja Asystent Granica – zawierająca wykaz przejść granicznych Polski oraz informacje dotyczące odprawy celnej i granicznej
- Aplikacja Kierowcy SENT-GEO – umożliwiająca zgłoszenie przewozu ewidencjonowanego w rejestrze SENT
- Aplikacja SENT DOSTAWY – przeznaczona dla odbiorców towarów zgłoszonych w rejestrze SENT